# Hodenc-en-Bray
Hodenc-en-Bray è un comune francese di 464 abitanti situato nel dipartimento dell'Oise della regione dell'Alta Francia.

## Società

### Evoluzione demografica
Abitanti censiti